# Dagmar Brozio
Dagmar Brozio (* 21. November 1964 in Ehingen (Donau)) ist eine deutsche Basketballspielerin.

## Laufbahn
Dagmar Brozio gewann 1979 mit dem Max-Planck-Gymnasium die Deutsche Meisterschaft im Schulsportwettbewerb Jugend trainiert für Olympia. Dies gelang ihr mit einem jüngeren Jahrgang ebenfalls im Bundesfinale 1982. Eine Niederlage im Überkreuzspiel gegen Weilheim verhinderte 1983 die Titelverteidigung. Gegen Leverkusen wurde der dritte Platz errungen.
1985 gelang ihr mit dem Heidenheimer SB der Aufstieg in die 1. Damen-Basketball-Bundesliga. Durch starke Gegner in der Abstiegsrunde (Porz/Hennef, Leverkusen, Köln) wurde diese Episode nach einer Saison beendet. In der Saison 1993/94 startete sie erneut mit den HSBlerinnen in der 1. Damen-Basketball-Bundesliga. Trotz Topscorerin Kirsten Brendel – sie war in der Bundesliga-Hauptrunde mit 22,5 Punkten je Einsatz zweitbeste Korbschützin der Liga – wurde der Klassenerhalt verpasst.

## Privates
Dagmar Brozios Vater Oswald Brozio ist ein ehemaliger deutscher Basketballspieler, -trainer und -funktionär.